# Doudleby nad Orlicí
Doudleby nad Orlicí (in tedesco Daudleb) è un comune mercato della Repubblica Ceca facente parte del distretto di Rychnov nad Kněžnou, nella regione di Hradec Králové.

## Monumenti e luoghi d'interesse

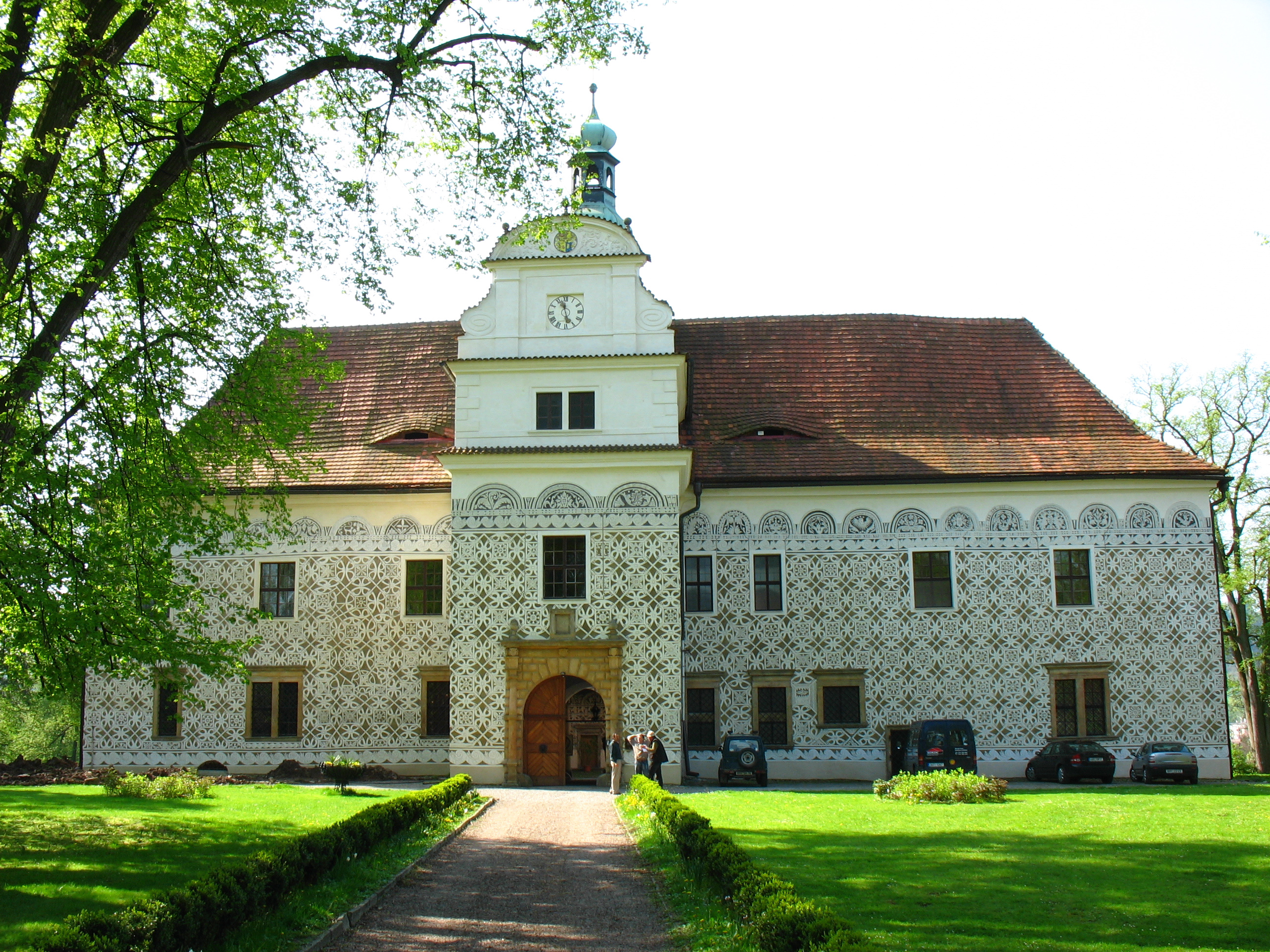
Il castello con il portale di accesso

- Castello di Doudleby nad Orlicí. Si tratta di una rocca di origini medievali, costruita dai conti Bubna del ramo di Litice (Bubnové z Litic), che ancora oggi sono i proprietari del complesso.[3] Alla fine del XVI secolo la rocca venne ricostruita come castello rinascimentale a pianta quadrata, con ricche decorazioni a sgraffito sulla facciata.  Nel XVII secolo subì interventi di restauro che aggiunsero decorazioni in uno stile riconducibile al primo barocco. Notevoli sono gli arredi, con complessi di tappezzerie olandesi e francesi del XVI e XVII secolo. Una esposizione permanente è dedicata alla storia del pizzo. Anche il parco del castello presenta un interesse naturalistico e paesaggistico.